# Михеева, Галина Васильевна
Галина Васильевна Михеева (род. 29 апреля 1950, Ленинград, СССР) — советский и российский библиограф, библиотековед и историк библиографии, доктор педагогических наук (1992), Заслуженный работник культуры Российской Федерации (1996).

## Биография
После окончания средней школы поступила на филологический факультет Санкт-Петербургский государственный университет, а после его окончания в аспирантуру при ЛГИКе. Начиная с 1972 года по настоящее время работает в ГПБ имени М. Е. Салтыкова-Щедрина (ныне — РНБ), где заведовала сектором каталогизации отдела обработки и каталогов, информационно-библиографическим отделом, отделом библиографии и краеведения, занимала должность заместителя директора по научной работе. Начиная с 1995 года занимает должность ведущего научного сотрудника. Начиная с 1997 года организует «Петербургские чтения».

## Научные работы
Основные научные работы посвящены библиотековедению. Автор свыше 120 научных работ.

## Награды и звания
- Орден Дружбы (19 декабря 2019 года) — за большой вклад в развитие отечественной культуры и искусства, многолетнюю плодотворную деятельность[3].
- Медаль «В память 300-летия Санкт-Петербурга» (2003).
- Заслуженный работник культуры Российской Федерации (22 октября 1996 года) — за заслуги в области культуры и многолетнюю плодотворную работу[4].